# Campo Pío XI
El Campo Pio XI, también conocido como Campo Cardinale Francis Joseph Spellman, es un estadio ubicado en la ciudad de Roma, Italia. Actualmente alberga todas las actividades de fútbol de la Ciudad del Vaticano, incluido el Campeonato de la Ciudad del Vaticano, la Copa Clericus y los partidos de los seleccionados nacionales del país. También es el campo del Petriana Calcio, un club juvenil multideportivo amateur del fútbol italiano.